# Chołmok
Chołmok (ukr. Холмок) – wieś na Ukrainie. Należy do rejonu użhorodzkiego w obwodzie zakarpackim i liczy 1179 mieszkańców. Powierzchnia wsi wynosi 4,54 km².
Znajduje tu się przystanek kolejowy Chołmok, położony na linii Sambor – Czop.